# کاپا عقاب
کاپا عقاب یک ستاره است که در صورت فلکی عقاب قرار دارد.